# Jacques Nathan-Garamond
Jacques Nathan-Garamond (* 26. März 1910 in Paris; † 25. Februar 2001 in Paris) war ein international tätiger französischer Gebrauchsgrafiker, Illustrator und Maler.  Er war vor allem für seine Plakatgestaltungen bekannt.
Jacques Nathan-Garamond ist als anspruchsvoller Künstler mit Neigung zu strenger Grafik bekannt. Nach dem Zweiten Weltkrieg ließ er sich als Grafikdesigner nieder und führte alle Arten von Arbeiten wie Plakatentwürfe, Werbeanzeigen, Illustrationen und Gestaltung von Katalogen aus. Eines seiner wichtigsten Werke war das Plakat für eine Ausstellung zu den Menschenrechten aus dem Jahr 1949. Er war für Unternehmen und Marken wie Mazda, Ducretet-Thomson, Air France und Telefunken tätig.
Jacques Nathan-Garamond war im Jahr 1952 Mitbegründer der Alliance Graphique Internationale, AGI. Im Jahr 1964 wurde er zur documenta III (in die Abteilung Graphik) nach Kassel eingeladen. Seit 1985 widmete er sich vorwiegend der Malerei.